# 마르페사 돈

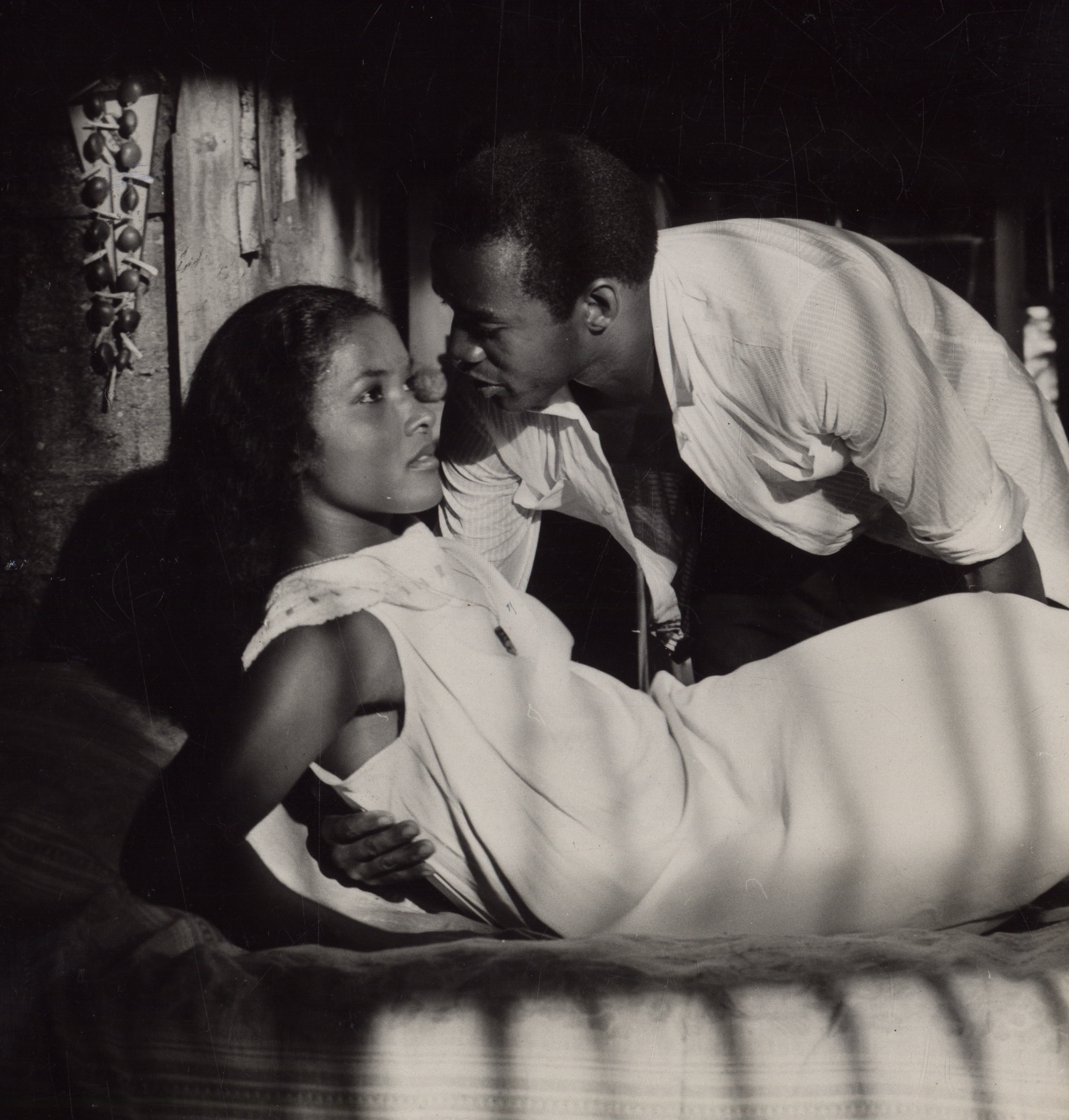

마르페사 돈(Marpessa Dawn, 1934년 1월 3일 ~ 2008년 8월 25일)은 미국의 배우, 가수, 텔레비전 배우, 영화배우이다.
피츠버그에서 태어났으며 파리에서 사망하였다. 사인은 심근 경색이다.  페르 라셰즈 묘지에 매장되었다.

## 영화
- 비니시우스 (2005년)
- 흑인 오르페 (1959년)